# Frede Gulbrandsen
Frede Gulbrandsen (født 9. maj 1974) er en norsk/dansk sceneinstruktør uddannet fra Statens Teaterskole 2005. Han har instrueret mere end 50 professionelle forestillinger i Danmark, Norge, Sverige og Kina. Frede Gulbrandsen arbejder med alsidige opgaver lige fra små, intime forestillinger på eksempelvis det ganske lille storbyteater Teater Får302 og Odsherred Teater over store forestillinger på Det Kongelige Teater som Røde Orm og Mirakel til de spektakulære fantasy-forestillinger Skammerens Datter 1 og Skammerens Datter 2 på Østre Gasværk Teater. Han har desuden instrueret Cirkus Summarum for DR, Amadeus på Malmö Dramatiska Teater og Jeppe på Bjerget af Ludvig Holberg på Den Nationale Scene i Bergen. 
Frede Gulbrandsen har to gange vundet Årets Reumert, i 2008 for forestillingen Gidsel (Holbæk Teater) og i 2009 for forestillingen Klumpfisken (Teater Får302). Desuden instruerede Frede Gulbrandsen Kerteminderevyen i 2016, som vandt prisen for Årets Revy, samt Den Skaldede Frisør for The One and Only Company, der blev kåret som årets musikforestilling af CPH Culture. 
Gulbrandsen underviser sideløbende både instruktører og skuespillere i Norge og Danmark. 

## Udvalgte forestillinger
- Noras Barn, 2006, Beijing National Theatre
- Gidsel, 2007, Holbæk Teater
- Klumpfisken, 2008, Teater Får302
- Mirakel, 2008, Det Kongelige Teater
- Brødrene Løvehjerte, 2009, Den Nationale Scene, Norge
- Pinocchio, 2011, Aalborg Teater
- Landet, 2011, Odsherred Teater
- Jekyll & Hyde, 2012, Paolo Nani Teater
- De Tre Musketerer, 2012, Odense Teater
- Skammerens Datter 1, 2012, Østre Gasværk Teater
- Spartacus, 2013, Teater Får302
- Skammerens Datter 2, 2013, Østre Gasværk Teater
- Spamalot, 2013, Odense Teater
- Kerteminderevyen, 2016
- Røde Orm, 2017, Det Kongelige Teater (Moesgård Museum)
- Røde Orm, 2018, Det Kongelige Teater (Dyrehaven)
- Snefald, 2019, Odense Teater
- Den Skallede Frisør, 2020

## Ekstern kilde/henvisning
1. ↑  "Årets Børne-/Ungdomsforestilling 2008 | Årets Reumert". Arkiveret fra originalen 19. december 2013. Hentet 19. december 2013.
2. ↑  "Årets Store, lille Forestilling 2009 | Årets Reumert". Arkiveret fra originalen 19. december 2013. Hentet 19. december 2013.